# Deogiri, Sandur
Deogiri là một làng thuộc tehsil Sandur, huyện Bellary, bang Karnataka, Ấn Độ.